# Ireen Wüst
Ireen Wüst (Goirle, 1 d'abril de 1986) és una patinadora de velocitat neerlandesa., considerada la patinadora de velocitat olímpica més condecorada de tots els temps.

## Trajectòria esportiva
Va debutar als Jocs Olímpics d'hivern de 2006, a Torí, amb 19 anys on va guanyar la medalla d'or en els 3.000m i la de bronze als 1.500m. Es va convertir en la campiona olímpica més jove dels Països Baixos en aquest esport i aquest fet va propiciar que fos escollida esportista holandesa de l'any.
Va ser campiona olímpica en els 1.500 metres i 3.000 metres als Jocs Olímpics d'hivern de Vancouver 2010, i en els 3000 metres i persecució per equips als de Sochi 2014. Va guanyar cinc vegades el campionat mundial allround i tres vegades el campionat europeu allround, i va obtenir vuit medalles d'or en el campionat mundial de velocitat individual en les proves de 1.000 m, 1.500 m, 3.000 m i la persecució per equips.
Als Jocs Olímpics d'Hivern de 2022, disputats a Pequín, va aconseguir la seva dotzena medalla en els 500m de patinatge de velocitat, i es va convertir en la primera patinadora en guanyar sis medalles d'or en cinc Jocs Olímpics diferents consecutius. Alhora, va batre el rècod dels Jocs amb un temps de 1:53.28, per davant de la japonesa Takagi Miho.
Ireen Wüst ha obtingut 11 medalles olímpiques, fet que ha comportat que sigui considerada la patinadora de velocitat olímpica més condecorada de tots els temps.